# Luecochloridiomorpha constantiae
Luecochloridiomorpha constantiae är en plattmaskart. Luecochloridiomorpha constantiae ingår i släktet Luecochloridiomorpha och familjen Leucochloridiomorphidae. Inga underarter finns listade i Catalogue of Life.